# Búcsúcédula

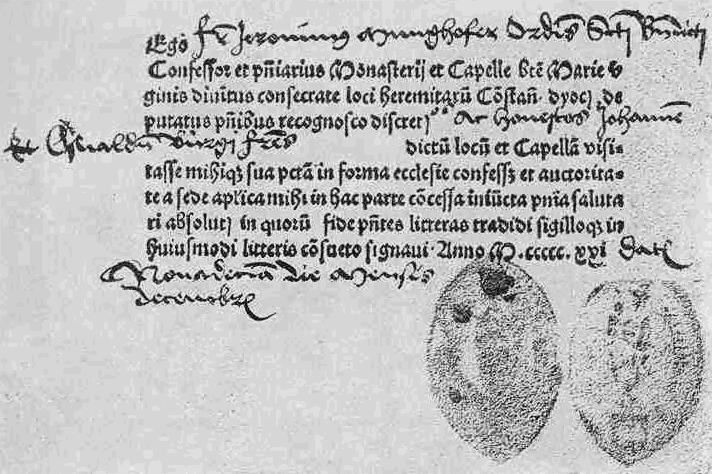
Jeronimus Munghofer Szent Benedek-rendi szerzetes búcsúcédulája (1521)

Búcsúcédulák árusítása

A búcsúcédula a középkori római katolikus egyházban pénzért árusított bűnbocsánati lehetőség volt. A katolikus egyház tanítása szerint a búcsú a bocsánatos bűnökért járó túlvilági büntetés (tisztítótűz) részleges vagy teljes elengedése. A pápai udvar az akkori világ egyik legjövedelmezőbb üzletévé változtatta az üdvösség árusítását.
A bűnök alóli feloldozást egyházi személy adhat, ha a hívő teljesítette az egyház által előírt bűnbánati cselekedeteket (gyónás, megbánás, jóvátétel, böjt, ima, vezeklés, adomány, zarándoklat). Ez utóbbi lehetőségből alakult ki a búcsújárás gyakorlata és a templomokhoz vagy más kegyhelyekhez kötődő búcsújáróhelyek.
X. Leó pápa 1515-ben teljes búcsút hirdetett azoknak, akik a Szent Péter-bazilika befejezéséhez pénzadományokkal hozzájárultak. Ha valaki megvásárolta a búcsúcédulát, akkor a pápa (vagy megbízottja) megbocsátotta a vétkeit, sőt elengedhette az imák elmondásából, böjtölésből és zarándoklatból álló egyházi penitenciát.
A búcsúcédulákkal kapcsolatos visszaélések felismerése arra ösztönözte Luther Márton Ágoston-rendi szerzetest, hogy nyilvános tézisekben foglaljon állást a búcsúk ügyében, és általában az egyház életének kérdéseiben. Luther tanítása szerint a földi halandót sem a gyóntató pap ceremóniája, sem a pénzen mondott mise, sem a pápai búcsúcédula nem válthatja meg a bűneinek méltó, túlvilági büntetéstől, hanem egyedül Isten kegyelme (sola gratia), amit igaz hitével és megfelelő életével érdemelhet ki az ember.
Luther 95 tételében a búcsúcédulák üzletéről: „Emberi balgaságot hirdetnek, amikor azt mondják, hogy mihelyt a ládába dobott pénz megcsörren, a lélek azonnal a mennybe száll.." 
Philipp Melanchthon – azóta kétségbe vont – állítása szerint Luther úgy hozta nyilvánosságra a tételeit, hogy azokat kiszögezte a wittenbergi vártemplom kapujára 1517. október 31-én. Ez a nap hivatalosan a reformáció kezdete.
A búcsúcédulák pénzért történő árusítását a tridenti zsinat szüntette meg.